# Antonio Starabba, marchese di Rudinì
Antonio Starabba, marchese di Rudinì, noto anche come Antonio Starabba o Antonio di Rudinì (Palermo, 6 aprile 1839 – Roma, 6 agosto 1908), è stato un nobile, politico, prefetto e patriota italiano; sindaco di Palermo per più di tre anni, fu più volte ministro, la prima delle quali a soli 30 anni (il più giovane di tutta la storia unitaria) e, dal 6 febbraio 1891 al 15 maggio 1892 e dal 10 marzo 1896 al 29 giugno 1898, presidente del Consiglio dei ministri del Regno d'Italia.

## Biografia

### Giovinezza ed educazione
Antonio Starabba, marchese di Rudinì, nacque a Palermo nel 1839 da una nobile famiglia siciliana di rango marchionale, originaria di Piazza Armerina e ostile al dominio borbonico in Sicilia. Infatti il padre, Francesco Paolo Starabba, appartenente alla famiglia dei prìncipi di Giardinelli, godeva del titolo di marchese di Rudinì e partecipò ai moti siciliani del 1848, presiedendo il comitato di raccolta fondi per l'imminente guerra contro i Borbone. Anche la madre, Livia Statella, era di nobili natali, essendo figlia dei principi di Cassero.
Giovanissimo, Antonio Starabba di Rudinì si laureò in giurisprudenza all'Università di Palermo, divenendo avvocato ed entrando a far parte del gruppo di quei giovani nobili siciliani che, insofferenti al dominio borbonico sulla Sicilia, già nutrivano idee patriottiche filo-sabaude.
Per questo motivo il giovane Antonio si unì, nel 1859, al comitato rivoluzionario che avrebbe in seguito spianato la strada ai trionfi di Giuseppe Garibaldi nell'anno seguente. Il 4 aprile 1860 di Rudinì partecipò al tentativo di sollevazione rivoluzionaria organizzato a Palermo da Francesco Riso, noto come Rivolta della Gancia, represso duramente nel sangue dalle forze armate borboniche. Il marchese di Rudinì riuscì a scampare all'esecuzione imbarcandosi su una nave francese diretta a Genova, dove rimase spettatore degli eventi fino alla conclusione della Spedizione dei Mille.
Dopo la proclamazione del Regno d'Italia il 17 marzo 1861, lavorò per un breve periodo a Torino come addetto del Ministero degli Esteri.

### Sindaco di Palermo e prefetto
Nel 1863 rientrò a Palermo, dove fu consigliere comunale e, alla morte del politico Mariano Stabile, sindaco della città, avvenuta il 10 luglio dello stesso anno, fu nominato come suo successore a primo cittadino del capoluogo siciliano, il 10 agosto seguente, restando saldamente in carica fino al 21 dicembre 1866. All’età di 24 anni, il marchese Antonio Starabba di Rudinì è, ancora oggi, il più giovane capo dell'amministrazione di Palermo, dello stesso capoluogo di provincia e della regione. Durante il suo mandato la città intraprese importanti iniziative nel campo dell'edilizia pubblica, sull'esempio di quanto accadeva nella maggiori città della penisola, che si stavano ammodernando con il passare del tempo: di sua iniziativa il consiglio comunale palermitano propose i lavori per il taglio di via Roma, oltre a bandire i concorsi per l'assegnazione dei lavori di costruzione di altre importanti opere architettoniche, come il Teatro Massimo Vittorio Emanuele e il Teatro Politeama, vinti, rispettivamente, nel 1864 dall'architetto Giovan Battista Filippo Basile (morto prima dell'inizio dei lavori e succeduto dal figlio Ernesto Basile), e nel 1865 dall'architetto Giuseppe Damiani Almeyda, dopo l'appalto dei lavori assegnato alla ditta piemontese del banchiere Carlo Gallard.
Di Rudinì mostrò anche una certa tempra come primo cittadino anche nel settembre del 1866, quando mostrò una considerevole energia, unita al coraggio personale, nel reprimere la Rivolta del sette e mezzo, provocata da elementi di varia matrice politica, indipendentista, borbonica e repubblicana che si appoggiarono al malcontento popolare provocato dall'introduzione nell'isola della coscrizione militare, dell'eccessiva imposizione fiscale, dell'incameramento dei beni delle corporazioni religiose. La rivolta scoppiò il 16 settembre: il sindaco, scortato da un piccolo seguito di guardie nazionali e granatieri, tentò coraggiosamente di affrontare i rivoltosi faccia a faccia, ma dovette ben presto ritirarsi nel Municipio, mentre il suo palazzo in città venne dato alle fiamme. Pochi giorni dopo arrivarono i rinforzi militari guidati dal generale Raffaele Cadorna, che repressero la ribellione nel sangue entro il 22 settembre 1866.
Il coraggio e il prestigio acquisito nel governo durante quell'azione lo portò, nel novembre 1866, alla nomina di prefetto di Palermo, carica in virtù della quale operò per reprimere il brigantaggio in tutta la provincia di sua competenza.

### Deputato e ministro
Nel 1867 fu eletto per la prima volta deputato alla Camera del Regno, per il collegio di Canicattì. Nel 1868 fu nominato prefetto di Napoli, dove mostrò notevoli qualità di amministratore e pubblico ufficiale.
Questo lo portò, il 22 ottobre 1869, a essere nominato ministro dell'interno nel gabinetto Menabrea, in sostituzione del dimissionario Luigi Ferraris, sebbene avesse appena 30 anni. Di Rudinì rimase titolare del dicastero meno di due mesi, fino al 14 dicembre 1869, quando cadde insieme all'esecutivo. Ritornato semplice deputato, si schierò politicamente nelle file della Destra più conservatrice, a cui restò fedele anche durante gli anni del trasformismo operato da Agostino Depretis, cui partecipò anche parte della Destra storica che faceva capo a Marco Minghetti. Fu sempre riconfermato alla Camera, ma senza incarichi parlamentari fino al 10 dicembre 1890, quando fu nominato vicepresidente della Camera, incarico che tenne fino al 6 febbraio 1891.
Alla morte di Minghetti nel 1886 era divenuto uno dei capi più autorevoli del partito conservatore di Destra. In tale veste, dopo la morte di Depretis e la scalata al potere di Francesco Crispi il 7 agosto 1887, di Rudinì rinunciò all'opposizione sistematica agli esecutivi di Sinistra, operata dagli esponenti della Destra dopo la "rivoluzione parlamentare" del 1876, ma senza appoggiare incondizionatamente il ministero. Anzi, con il conterraneo Crispi ebbe alla Camera spesso dei veri e propri duelli parlamentari: in uno di questi il Presidente del Consiglio, nella sua foga oratoria, arrivò a rimproverare al di Rudinì la sua azione durante la rivolta palermitana del 1866.
Quando il governo Crispi II cadde nel gennaio del 1891 a causa dell'introduzione di misure fiscali troppo rigide, il re Umberto I affidò a di Rudinì, capo riconosciuto della Destra, l'incarico di formare il nuovo ministero.

### Presidente del Consiglio

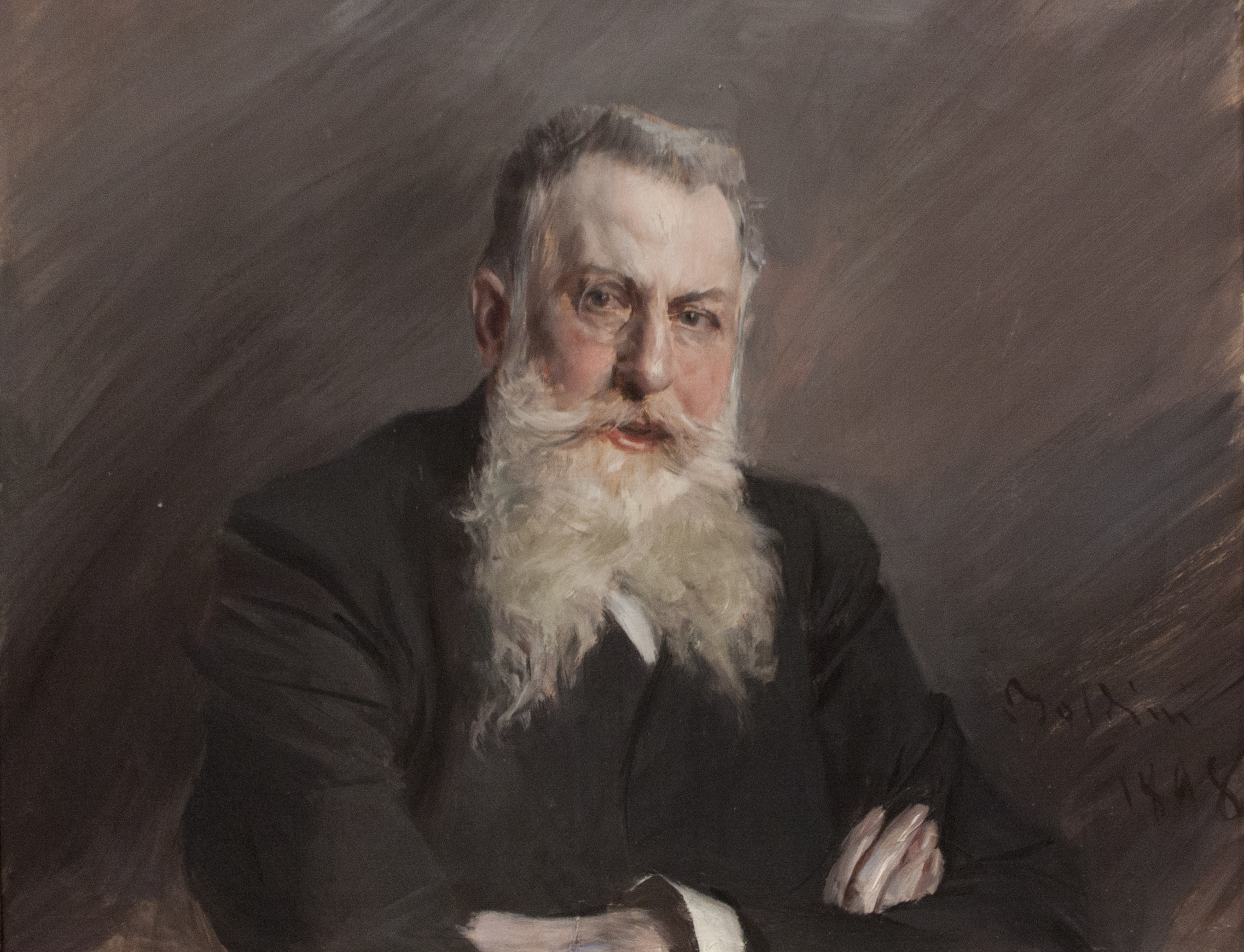
Antonio Starabba, marchese di Rudinì, ritratto da Giovanni Boldini nel 1898, Galleria d'arte moderna Sant'Anna, Palermo

Il nuovo esecutivo entrò in carica il 6 febbraio, con di Rudinì che ricopriva anche il dicastero degli Esteri (e successivamente anche della Marina e dell'Agricoltura, industria e commercio). La sua composizione rifletteva i mutati equilibri politici interni al Parlamento italiano: infatti il nuovo primo ministro dovette formare un governo di coalizione che vedeva insieme a esponenti conservatori, come Luigi Luzzatti alle Finanze e Pasquale Villari alla Pubblica Istruzione, una parte della Sinistra storica capeggiata da Giovanni Nicotera, nominato ministro dell'interno, e che si basava sull'appoggio parlamentare anche di alcuni deputati radicali, come Felice Cavallotti.
La sua amministrazione si rivelò l'esatto opposto di quella del suo predecessore: alle eccessive spese sostenute dal governo Crispi per gli investimenti industriali e i progetti coloniali, che avevano causato il dissesto del bilancio, contrappose una politica della "lesina", volta a ridurre le spese eccessive, specie quelle militari.

#### Politica estera
In politica estera, pur riaffermando i vincoli che legavano l'Italia a Vienna e Berlino tramite la Triplice Alleanza, rovesciò il programma di espansione coloniale in Africa. Infatti il presidente del Consiglio negoziò con il governo di Londra, in attrito con Roma per ragioni di confine tra l'Eritrea, colonia italiana, e il Sudan inglese, un accordo diplomatico, siglato tra il marzo e l'aprile del 1891, che fissava le frontiere coloniali e sanciva la rinuncia italiana alla città sudanese di Cassala, occupata qualche tempo prima dagli italiani, e ai territori situati oltre il fiume Mareb.
Sempre in Africa, il governo italiano ribaltò la sua posizione verso il negus Menelik II, appoggiando i tentativi del suo rivale, ras Mangascià, di creare un dominio personale nella regione del Tigrai. Anche con la Francia, con cui i rapporti si erano deteriorati durante il governo crispino, di Rudinì avviò una distensione, anche per ottenere un prestito dalla banca dei Rothschild, poi rifiutato dopo la pretesa francese di conoscere in anticipo i contenuti dell'alleanza italiana con gli Imperi centrali, che Parigi considerava una minaccia alla sua sicurezza. Di Rudinì non solo rifiutò, ma anzi rinnovò l'alleanza con Germania e Austria il 5 maggio 1891, con un anno di anticipo sulla scadenza del patto, nel quale l'Italia venne equiparata agli altri due Stati firmatari mediante un testo unico, al posto dei due precedenti trattati separati italo-tedesco e italo-austriaco. Un articolo aggiuntivo della nuova Triplice facilitava le ambizioni italiane su Tripoli, la cui eventuale occupazione da parte italiana, prima possibile solo in caso di minaccia francese, ora poteva avvenire senza questa costrizione, previo assenso tedesco.
Più modesti furono i risultati del di Rudinì in politica interna, volta al raggiungimento del pareggio di bilancio, che poteva essere ottenuto solo in due modi: o l'inasprimento fiscale, oppure il ridimensionamento delle forze armate e delle spese militari. Alla prima proposta si oppose lo stesso ministro delle finanze, Giuseppe Colombo, che si dimise il 4 maggio 1892 per protesta, mentre la seconda ipotesi fu osteggiata dagli ambienti conservatori sia della Destra sia della Sinistra, oltre che dai militari e dallo stesso re Umberto I, tradizionalmente legato all'esercito. Dopo le dimissioni del suo ministro, Rudinì presentò al sovrano le dimissioni sue e del suo governo, ottenendo un reincarico previo consenso delle Camere, ma infine il 14 maggio 1892 l'esecutivo cadde a causa di un voto contrario della Camera sugli stanziamenti militari.
Il suo posto venne preso da Giolitti, volto nuovo della politica italiana, il cui governo cadde in seguito alla scandalo della Banca Romana nel dicembre 1893, fatto che determinò il ritorno al potere del rivale del di Rudinì, Francesco Crispi. Il politico italiano riprese dunque la sua attività politica, alleandosi con il leader radicale Felice Cavallotti.

### Secondo mandato
Dopo la crisi conseguente al disastro di Adua (1º marzo 1896), di Rudinì, malgrado l'avversione di Umberto I che mal digeriva il suo disimpegno nella politica coloniale, il 10 marzo venne rinominato presidente del Consiglio. Nel suo secondo governo, nel quale assunse anche il dicastero dell'interno, entrò il generale Ricotti, veterano conservatore, come ministro della guerra. Di Rudinì il 14 marzo concesse un'amnistia per i reati politici per i moti insurrezionali in Lunigiana e Sicilia, duramente repressi dal suo conterraneo Crispi, e avviò subito trattative per porre termine alla campagna d'Africa orientale. Nel luglio varò un nuovo esecutivo, con Luigi Pelloux ministro della guerra, che restò in carica fino al dicembre 1897. Concluse la pace con l'Abissinia con il Trattato di Addis Abeba, firmato il 26 ottobre 1896 da Menelik II per l'Etiopia e da Cesare Nerazzini per l'Italia, che prevedeva l'abolizione del precedente Trattato di Uccialli e la fissazione della linea di confine tra Etiopia ed Eritrea.

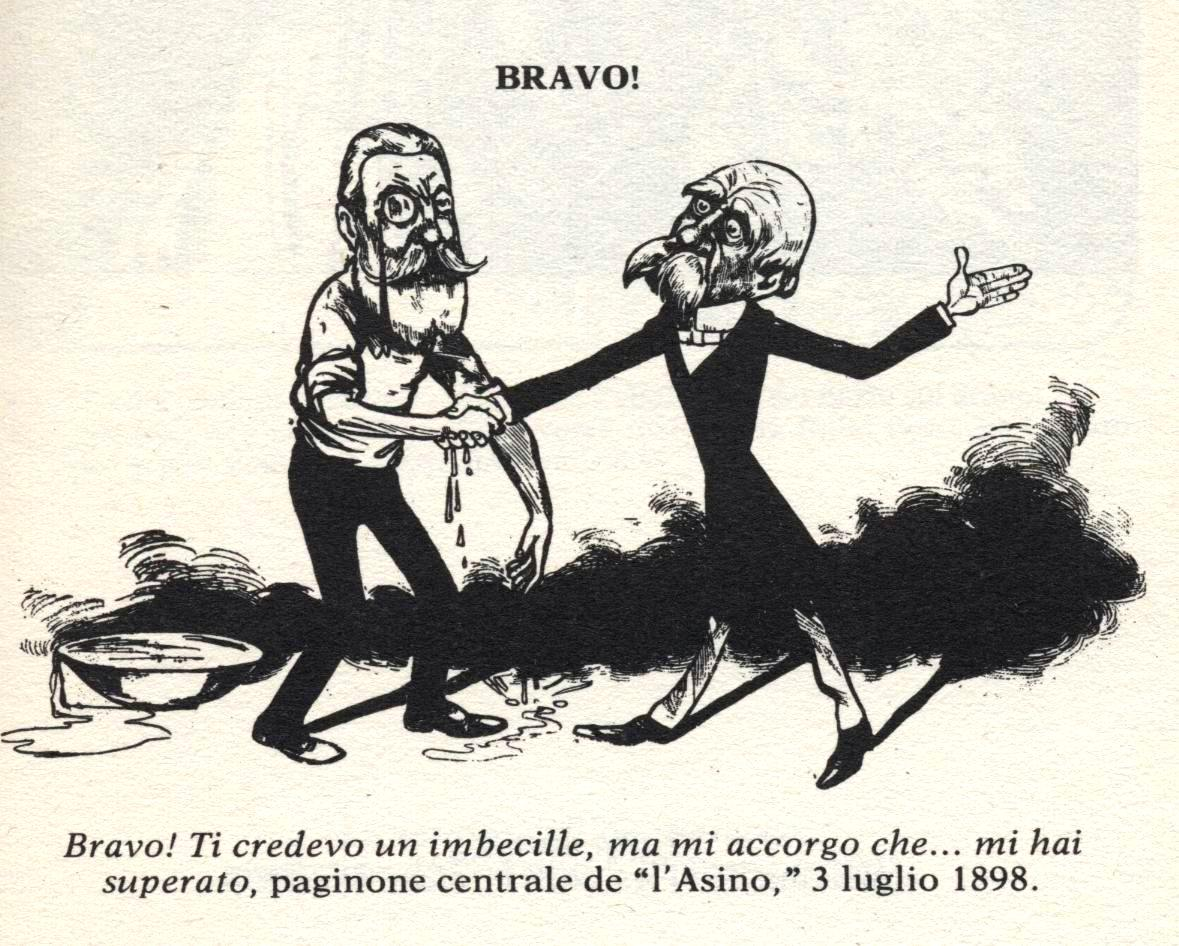
Gabriele Galantara, "Bravo", da L'Asino del 3 luglio 1898, caricature del di Rudinì e di Crispi

Tuttavia mise in pericolo le relazioni con il Regno Unito a causa della pubblicazione non autorizzata di corrispondenza confidenziale diplomatica in un libro verde sulla questione abissina; poi, per soddisfare il partito anti-coloniale, nel dicembre del 1897 cedette Cassala ai britannici, provocando molta indignazione in Italia. La sua politica interna fu marcata dal contenimento delle pressioni radicali e di Crispi.
Sciogliendo la Camera all'inizio del 1897 e favorendo i candidati radicali nelle elezioni generali, spianò la strada agli scontri del maggio 1898 a Milano, la repressione dei quali richiese un notevole spargimento di sangue e lo stato di assedio a Milano, Napoli, Firenze e Livorno. Durante il suo secondo mandato modificò il gabinetto più volte (dicembre 1897, giugno 1898) senza rafforzare la sua posizione politica, l'ultimo dopo le manifestazioni popolari. Fu costretto a dimettersi nel giugno 1898 e gli successe proprio Luigi Pelloux.

### Ultimi anni e morte
Fu ancora rieletto deputato alla Camera nel 1900 e nel 1904 e prese posizione contro la politica giolittiana.
Ritiratosi nel Villino Rudinì a Roma, che aveva fatto progettare all’architetto Ernesto Basile, il marchese morì nel 1908, a 69 anni. È sepolto presso il cimitero del Verano di Roma.
Era pronipote del fondatore di Pachino e fu promotore della ripresa economica della zona del Sud-est siciliano, che era stata funestata dalla fillossera. Fece arrivare dagli Stati Uniti nuovi vitigni e costruì a Marzamemi il primo grande palmento industriale della Sicilia, dotato di vasche sotterranee e di un sistema di pompaggio all'avanguardia.
Fu dichiarato massone dal Gran maestro del Grande Oriente d'Italia Ernesto Nathan in un discorso tenuto al Teatro Costanzi il 21 aprile 1918.

## Vita privata
Fu uno dei grandi proprietari terrieri della Sicilia e gestì le sue proprietà secondo principi liberali, senza mai incorrere in problemi con la manodopera agricola.
Si sposò nel 1864 con la nobildonna francese Maria de Barral, che gli diede due figli: Carlo, che avrebbe sposato una figlia di Henry Labouchère, e una figlia, Alessandra, che, dopo essere stata l'amante di D'Annunzio, si fece monaca carmelitana.
Maria de Barral era una donna mite e religiosa, ma godeva di salute malferma, tanto che fu ricoverata per un certo periodo in clinica e morì il 7 febbraio 1896. Dopo la morte della moglie, di Rudinì sposò in seconde nozze, il 30 luglio 1896, Leonia Incisa Beccaria di Santo Stefano Belbo. Antonio di Rudinì fu un libertino nei costumi. Un giorno la piccola Alessandra nel prendere alla mamma qualcosa che le serviva per il cucito, dovette attraversare la villa, fino a portarsi all'altra estremità. Nel passare davanti a una stanza semichiusa vide il padre nudo a letto con un'altra donna. Per liberarsi dalla moglie, le fece diagnosticare una forma di pazzia e la fece rinchiudere in una casa di cura. "Nel 1891, in Italia si diffonde una terribile affermazione attribuita a Maria de Barral: C'est pas moi la folle, la folle è l'Italie qui se lasser gouverner par lui. La pazza non sono io, la pazza è l'Italia che si lasci governare da costui".

## Giudizio storico
Per molti versi di Rudinì, leader della Destra e dunque, nominalmente, politico conservatore, si rivelò un elemento dissolutore nelle file dei conservatori italiani. Con la sua alleanza con i liberali di Nicotera nel 1891, con la sua intesa con i radicali di Cavallotti nel 1894, con l'abbandono del suo collega conservatore, generale Ricotti, al quale doveva la carica di primo ministro nel 1896, e con la sua azione ondivaga dopo aver perso il potere, egli divise e demoralizzò una parte politica che avrebbe potuto costituire, se gestita altrimenti, una solida organizzazione parlamentare. Di Rudinì, inoltre, mal sopportava l'impostazione centralista del regno sabaudo e in più di una occasione tentò di trovare in parlamento, senza riuscirci, una maggioranza favorevole a una grande riforma federalista (l'istituzione dei "circoli di Provincia") che in realtà tradiva l'intento di consegnare l'amministrazione del paese ai notabili locali, soprattutto nel Mezzogiorno.

## Ascendenza
|                                                |                                                           |                                               | Genitori                                                  |  |  | Nonni |  |  | Bisnonni                                      |  |  | Trisnonni                                   |  |
|                                                |                                                           |                                               |                                                           |  |  |       |  |  | Gaetano Starabba, III Principe di Giardinelli |  |  | Pietro Starabba, II Principe di Giardinelli |  |
|                                                |                                                           |                                               |                                                           |  |  |       |  |  | Gaetano Starabba, III Principe di Giardinelli |  |  | Pietro Starabba, II Principe di Giardinelli |  |
|                                                |                                                           | Anna Maria Calafato                           |                                                           |  |  |       |  |  | Gaetano Starabba, III Principe di Giardinelli |  |  |                                             |  |
| Pietro Starabba, IV Principe di Giardinelli    |                                                           |                                               |                                                           |  |  |       |  |  | Gaetano Starabba, III Principe di Giardinelli |  |  |                                             |  |
|                                                |                                                           | Teresa Maria Virgilio                         | Giuseppe Virgilio                                         |  |  |       |  |  |                                               |  |  |                                             |  |
|                                                |                                                           | Teresa Maria Virgilio                         | Giuseppe Virgilio                                         |  |  |       |  |  |                                               |  |  |                                             |  |
|                                                |                                                           | Teresa Maria Virgilio                         | Emanuela Bottiglieri                                      |  |  |       |  |  |                                               |  |  |                                             |  |
| Francesco Paolo Starabba, I Marchese di Rudinì |                                                           | Teresa Maria Virgilio                         |                                                           |  |  |       |  |  |                                               |  |  |                                             |  |
|                                                |                                                           | Francesco Paolo Gallego                       | Gaetano Giuseppe Maria Gallego                            |  |  |       |  |  |                                               |  |  |                                             |  |
|                                                |                                                           | Francesco Paolo Gallego                       | Gaetano Giuseppe Maria Gallego                            |  |  |       |  |  |                                               |  |  |                                             |  |
|                                                |                                                           | Francesco Paolo Gallego                       | Caterina Monroy                                           |  |  |       |  |  |                                               |  |  |                                             |  |
| Caterina Gallego                               |                                                           | Francesco Paolo Gallego                       |                                                           |  |  |       |  |  |                                               |  |  |                                             |  |
|                                                |                                                           | Eulalia Naselli                               | Luigi III Naselli, V Principe di Aragona                  |  |  |       |  |  |                                               |  |  |                                             |  |
|                                                |                                                           | Eulalia Naselli                               | Luigi III Naselli, V Principe di Aragona                  |  |  |       |  |  |                                               |  |  |                                             |  |
|                                                |                                                           | Eulalia Naselli                               | Stefania Morso                                            |  |  |       |  |  |                                               |  |  |                                             |  |
| Antonio Starabba, II Marchese di Rudinì        |                                                           | Eulalia Naselli                               |                                                           |  |  |       |  |  |                                               |  |  |                                             |  |
|                                                | Francesco Maria Statella e Napoli, XI Principe di Cassaro | Antonio Maria Statella, X Principe di Cassaro |                                                           |  |  |       |  |  |                                               |  |  |                                             |  |
|                                                | Francesco Maria Statella e Napoli, XI Principe di Cassaro | Antonio Maria Statella, X Principe di Cassaro |                                                           |  |  |       |  |  |                                               |  |  |                                             |  |
|                                                | Francesco Maria Statella e Napoli, XI Principe di Cassaro | Eleonora di Napoli                            |                                                           |  |  |       |  |  |                                               |  |  |                                             |  |
| Antonio Statella, XII Principe di Cassaro      | Francesco Maria Statella e Napoli, XI Principe di Cassaro |                                               |                                                           |  |  |       |  |  |                                               |  |  |                                             |  |
|                                                |                                                           | Maria Felice Naselli                          | Giovanni Naselli                                          |  |  |       |  |  |                                               |  |  |                                             |  |
|                                                |                                                           | Maria Felice Naselli                          | Giovanni Naselli                                          |  |  |       |  |  |                                               |  |  |                                             |  |
|                                                |                                                           | Maria Felice Naselli                          | Livia Oneto                                               |  |  |       |  |  |                                               |  |  |                                             |  |
| Livia Statella                                 |                                                           | Maria Felice Naselli                          |                                                           |  |  |       |  |  |                                               |  |  |                                             |  |
|                                                |                                                           | Francesco Rodrigo Moncada Branciforte         | Giovanni Luigi Moncada, IX Principe di Paternò            |  |  |       |  |  |                                               |  |  |                                             |  |
|                                                |                                                           | Francesco Rodrigo Moncada Branciforte         | Giovanni Luigi Moncada, IX Principe di Paternò            |  |  |       |  |  |                                               |  |  |                                             |  |
|                                                |                                                           | Francesco Rodrigo Moncada Branciforte         | Agata Branciforte                                         |  |  |       |  |  |                                               |  |  |                                             |  |
| Stefania Moncada di Paternò                    |                                                           | Francesco Rodrigo Moncada Branciforte         |                                                           |  |  |       |  |  |                                               |  |  |                                             |  |
|                                                |                                                           | Giovanna Beccadelli di Bologna                | Giuseppe Beccadelli di Bologna, VI Principe di Camporeale |  |  |       |  |  |                                               |  |  |                                             |  |
|                                                |                                                           | Giovanna Beccadelli di Bologna                | Giuseppe Beccadelli di Bologna, VI Principe di Camporeale |  |  |       |  |  |                                               |  |  |                                             |  |
|                                                |                                                           | Giovanna Beccadelli di Bologna                | Stefania Montaperto                                       |  |  |       |  |  |                                               |  |  |                                             |  |
|                                                |                                                           | Giovanna Beccadelli di Bologna                |                                                           |  |  |       |  |  |                                               |  |  |                                             |  |